# B・A・R
B・A・R（ビーエーアール）は、かつて存在したイギリスのF1コンストラクター。
1999年から2005年までF1世界選手権に参戦した。当初はチーム名をブリティッシュ・アメリカン・レーシング (British American Racing) とし、2003年からB・A・Rに改称した。「BAR」もしくは「B.A.R」と表記される場合もある。
2005年末に本田技研工業がチームの全株式を取得したため、2006年よりコンストラクターとしてF1参戦を再開したホンダF1に移行した。

## 歴史

### チーム発足

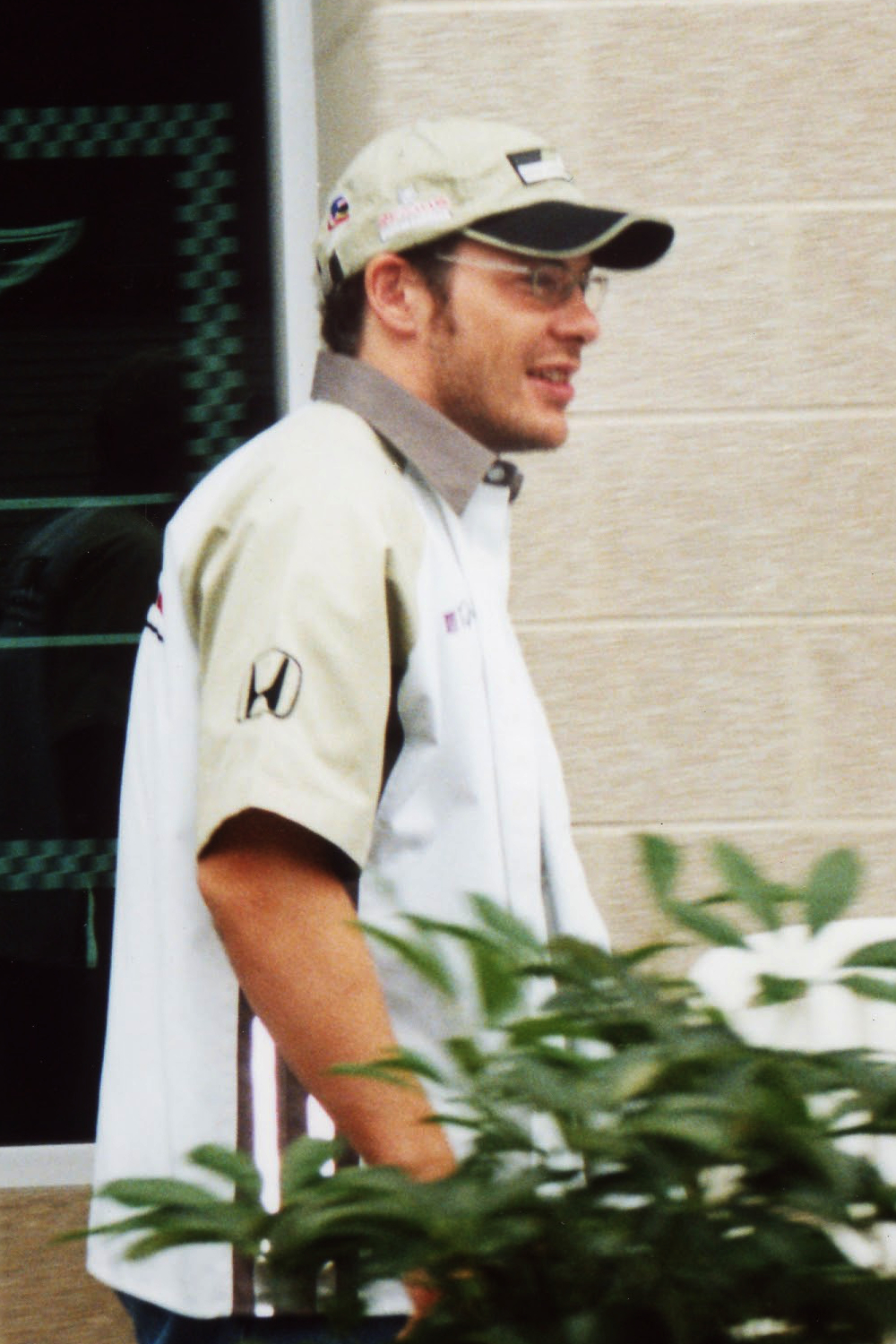
ジャック・ヴィルヌーヴ

チーム発足への流れは、ジャック・ヴィルヌーヴがCARTでチャンピオンを獲得した1995年に始まる。ヴィルヌーヴの個人マネージャーを務めていたクレイグ・ポロックと、ヴィルヌーヴが所属するチーム・グリーンにシャシーを供給していたレイナード、プレイヤーズブランドでチームを支援していたインペリアル・タバコの営業部長トム・モザーの間で、F1チームを設立する意見が交わされた。1996年、モザーがブリティッシュ・アメリカン・タバコ (British American Tobacco, BAT) のスポンサーシップ総責任者に就任し、資金提供を約束したことで、プロジェクトは実現に向けて動き出す。
1997年11月、ポロックは資金難にあったティレルを買収することを発表。1998年はティレルのままで参戦し、翌1999年からチーム名をブリティッシュ・アメリカン・レーシング（コンストラクター名はBAR）に変更した。BAT、ポロック、レイナードの3者が株式の共同所有者となり、ポロックがチーム代表に就任。BATが5年間で3億USドル（当時の為替レートで360億円）という巨額の予算を計上し、レイナードがシャシー設計を担当した。チームはティレルの施設やスタッフを引き継がず、シルバーストン近郊のブラックリーに新ファクトリーを建設し、既存チームのスタッフへヘッドハンティングを行って人材を集めた。エースドライバーには、当然のことながら1997年のF1チャンピオンドライバーであるヴィルヌーヴを迎えた。
「チーム・ヴィルヌーヴ」ともいえる誕生経緯、以前から噂されていたレイナードのF1進出の実現、世界第2位のタバコメーカーの全面支援など、チーム発足当初から話題性には事欠かなかった。一方、「初年度から優勝を狙う」という宣言やマシンのカラーリング問題（後述）など、ルーキーチームらしからぬ態度が批判や中傷を招くことになった。体制構築に際しては、経験値や開発時間などの既存のチームとの差を埋める方法を模索したが、新興チームとしての苦労が伴った。

### 1999年
参戦初年度はレイナードのマルコム・オースラーを中心に設計された01に、ルノーのカスタマー仕様であるスーパーテックV10エンジンを搭載。元F1チャンピオンのヴィルヌーヴと元国際F3000選手権チャンピオンのリカルド・ゾンタがレギュラードライバー、パトリック・ルマリエがテストドライバーという体制で出発した。
1999年はチーム力・マシン性能など、あらゆる面でF1の厳しさを学ぶシーズンとなった。レイナードはフォーミュラカー・コンストラクターとして参戦したすべてのカテゴリで初戦に優勝するという「デビューウィン伝説」を誇っていたが、量販シャシーとF1マシンでは勝手が違った。また、1997年のルノーワークスエンジン最終型をモディファイした実質2年落ちのスーパーテックエンジンは、技術革新のスピードが速いF1の世界ではすでに競争力を失っていた。ドライバーはエンジンのパワー不足や振動などの問題を指摘し、運転しにくい上に車体に負担がかかり、さまざまな悪い影響が出ていると語った。
エースドライバーのヴィルヌーヴは予選トップ10に7度食い込んでみせたものの、開幕戦から11レース連続リタイアという不名誉な新記録を残してしまった。ゾンタはF1デビュー2戦目のブラジルGPで負傷し、続く3戦を欠場。この間、F1浪人中のミカ・サロが代役出場し、サンマリノGPで記録した7位が、チームの年間最高成績となった。ベルギーGP予選ではゾンタ、ヴィルヌーヴとも超高速コーナー「オー・ルージュ」で相次いで大クラッシュを喫し、マシンを大破させた。
シーズンを通じてマシンの信頼性不足に悩まされ続け、2台で合計31回出走したうち、完走扱いは10回しかなかった（2台揃ってチェッカーを受けたのは日本GPのみ）。優勝どころか年間通じて1ポイントも獲得できず、資金難にあえぐミナルディにさえ遅れをとり、コンストラクターズランキング最下位に甘んじた。

### 2000年

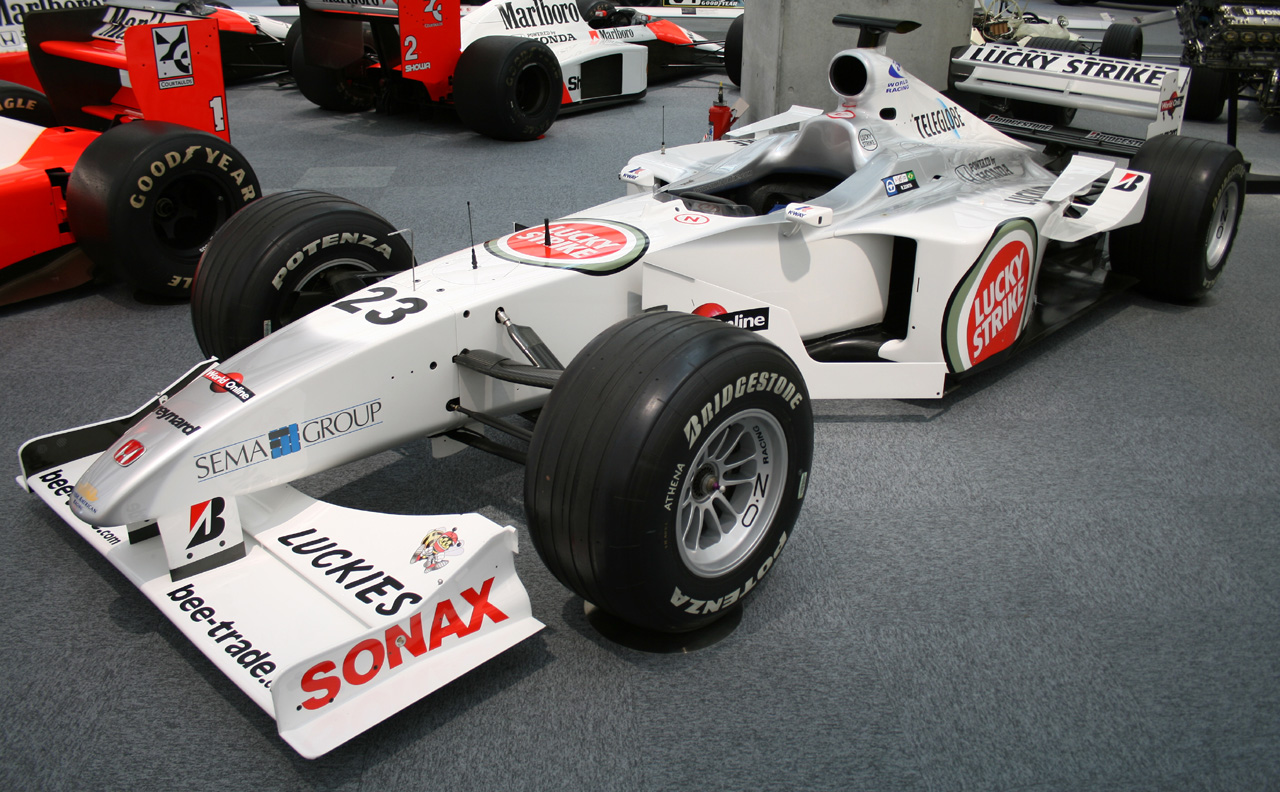
ホンダエンジンを搭載した002

2年目となる2000年はスーパーテックとのカスタマー契約を解消し、F1第3期活動を開始するホンダからワークスエンジンの供給を受けることになった。ホンダは当初予定していたフルコンストラクターとしての参戦計画を撤回し、車体の共同開発まで関与できるパートナーとしてBARを選んだ。ドライバーラインナップは前年と変わらず、ダレン・マニングがテストドライバーに加わった。日本GPにゾンタに代わり高木虎之介をスポット起用する予定だったが、契約がまとまらず断念している。
開幕戦は2台揃ってポイントを獲得。ヴィルヌーヴは予選でトップ10内に定着し（イタリアGPでは予選4位）、決勝では4位4回を含めて7戦で入賞した。シーズン合計20ポイントを獲得し、コンストラクターズランキングは5位に浮上した（4位のベネトンと同点）。

### 2001年

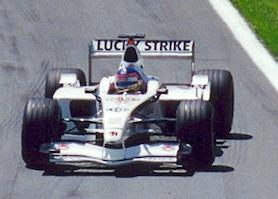
003を駆るヴィルヌーヴ（カナダGP）

3年目となる2001年は、リカルド・ゾンタに替え前年マクラーレンのテストドライバーとして高い評価を得ていたオリビエ・パニスを獲得した。また、イギリスF3選手権に参戦中のアンソニー・デビッドソンと佐藤琢磨をテストドライバーに加えた。
第5戦スペインGPではヴィルヌーヴがチーム初の表彰台3位を獲得し、第12戦ドイツGPでも3位に入ったものの、全体としてチームの成績は低迷した。年間獲得ポイントは前年を下回る17ポイント、コンストラクターズランキングは6位でシーズンを終えた。
他方、ホンダはこの年からエンジン供給先を2チームに拡大し、ジョーダンにもカスタマー契約で同スペックのエンジンを供給した。結果を求めるエンジンメーカーとチームの間にしこりを残し、共同開発に影響を及ぼすことになった。

### 2002年
4年目の2002年は開幕前から激震に見舞われる。2001年12月にポロックがチーム代表を辞任し、代わってスバルのWRC活動を統率してきたプロドライブの会長デビッド・リチャーズが新代表に就任した。また、シーズン開幕後の2002年3月末には経営難に陥っていたレイナードが倒産し、BAR創設者のうちBATを除く2者がチームを去ることになった。
ドライバーはヴィルヌーヴとパニスを継続したが、ポロックの離脱でヴィルヌーヴの地位は安泰ではなくなった。テストドライバーはジョーダンのレギュラーシートを獲得した佐藤に代わり、フランスF3チャンピオンの福田良が加入した。
2001年にウィリアムズから加入したジェフ・ウィリスが開発責任者となったが、体制刷新の効果はすぐには表れなかった。004は入賞わずか4回（決勝最高位は4位）、獲得ポイントは7点にまで落ち込み、コンストラクターズランキングは8位に転落した。
ホンダはジョーダンとの3年契約を1年残して打ち切り、B・A・Rとのパートナーシップを2004年末まで延長して、チーム運営により深く関わることになった。

### 2003年

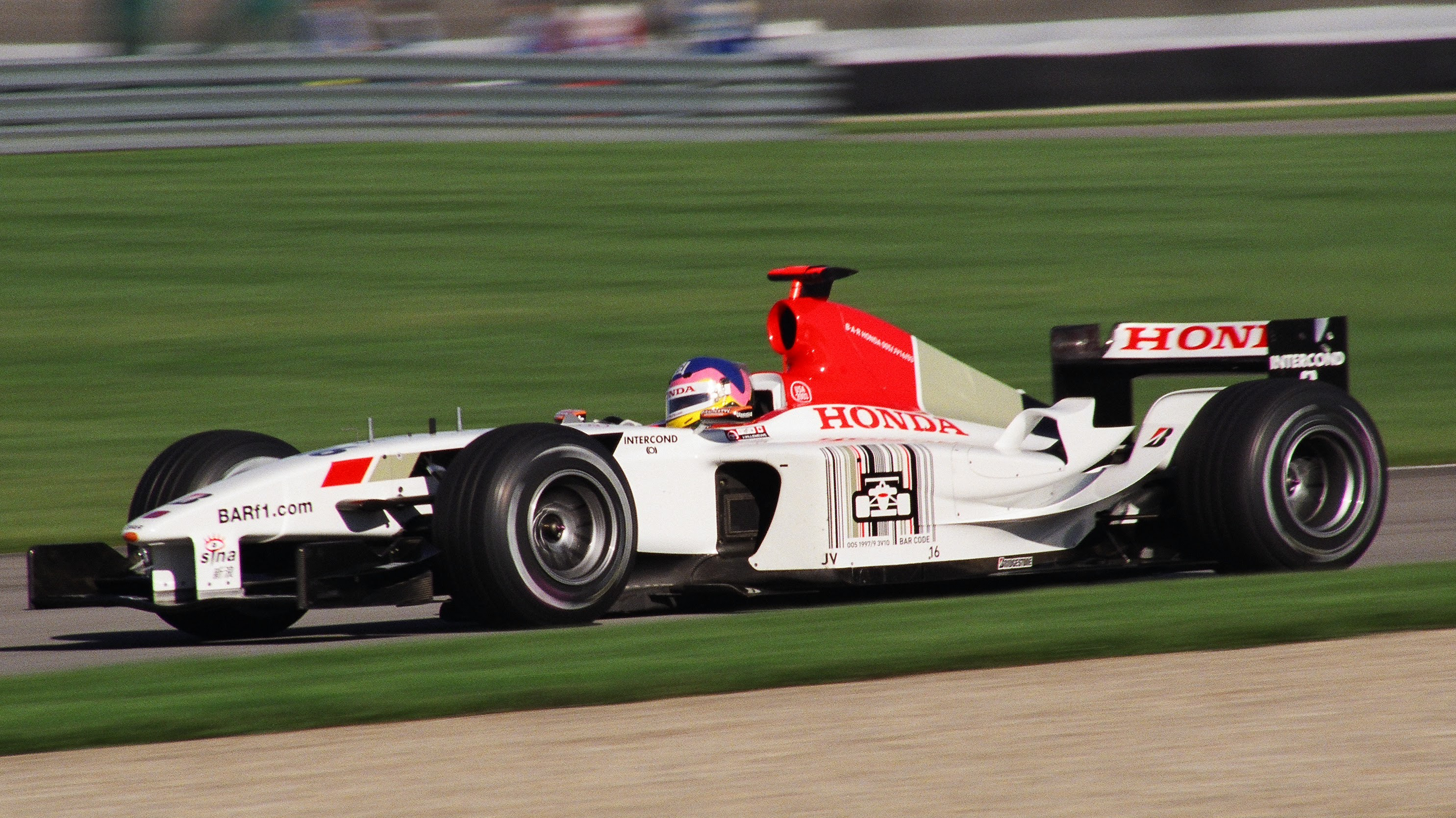
005を駆るヴィルヌーヴ（アメリカGP）

2003年のシーズン開幕前にチーム名称を「ブリティッシュ・アメリカン・レーシング」から「B・A・R」に変更。ドライバーはオリビエ・パニスに替わり、ルノーからジェンソン・バトンが加入した。また、ジョーダンのシートを失った佐藤を再びテストドライバーとして迎えた。
ウィリスが手掛けた新車005は空力面で進歩し、ブリヂストンタイヤとのマッチングに悩まされたものの、中団争いではそこそこの戦闘力を発揮した。バトンがコンスタントに結果を残してルノー時代のスランプを払拭する一方、ヴィルヌーヴはリチャーズとの関係が悪化し、高額のサラリーがネックとなって契約延長交渉が難航した。
最終戦日本GP開催直前には翌年からヴィルヌーヴに代わり佐藤がレギュラードライバーに昇格することが発表され、ヴィルヌーヴは急遽参戦を取りやめる事になった。佐藤は前倒しでレースに出場し、バトンと共にポイントを獲得。コンストラクターズポイントを26点に伸ばし、ザウバーを抜いてランキング5位を獲得した。

### 2004年

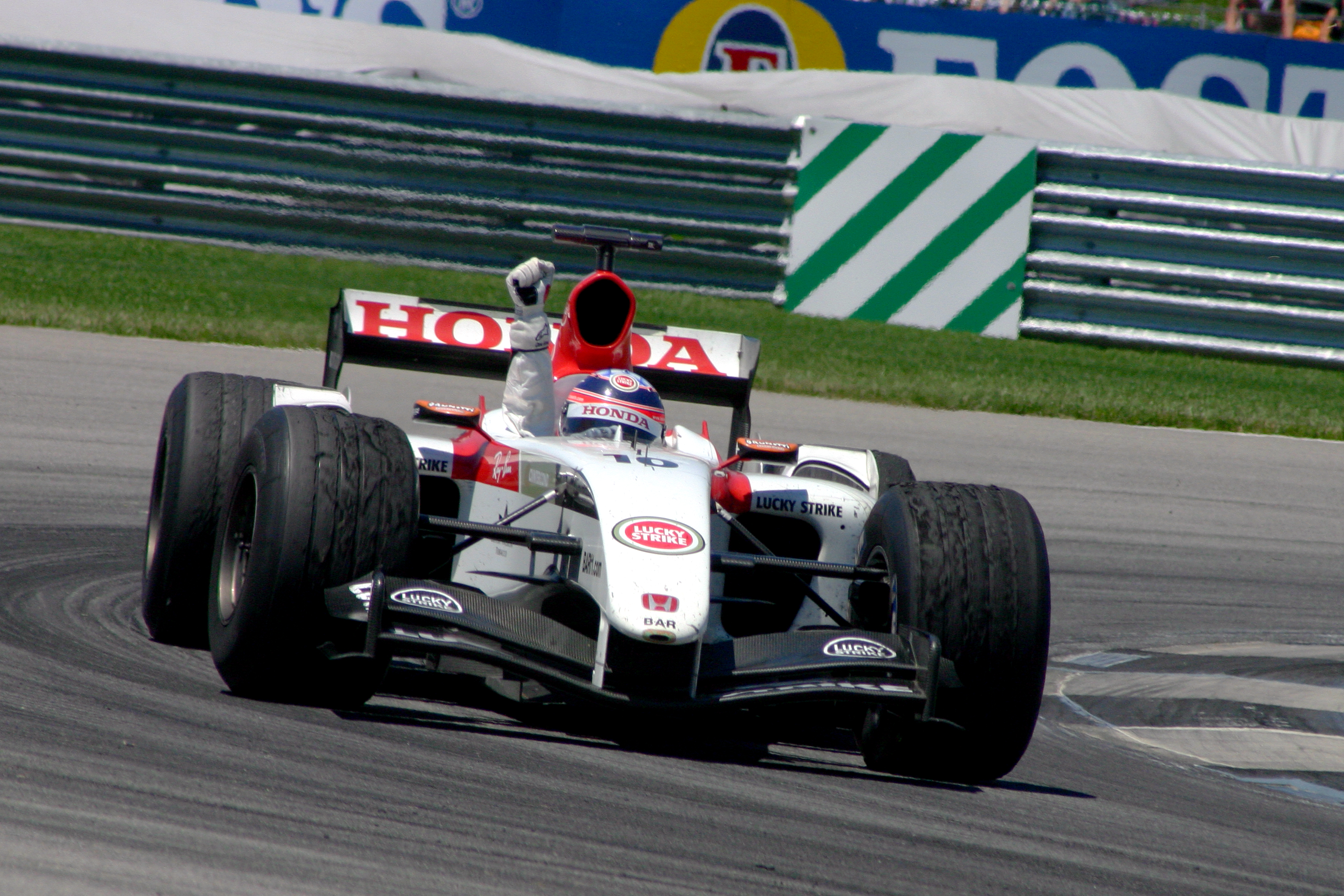
アメリカGPで3位表彰台を獲得した佐藤。マシンは006

2004年シーズンは、佐藤がヴィルヌーヴに代わってレギュラードライバーに昇格し、バトンとコンビを組む。金曜日のフリー走行ではアンソニー・デビッドソンが3台目のマシンをドライブした。
この年は参戦初年度から契約してきたブリヂストンに替えてミシュランタイヤを装着し、フリー走行のサードカールールを活用して、タイヤ性能を上手く引き出した。バトンは自身初を含めて10度の表彰台を獲得し、サンマリノGPではチーム初のポールポジションとチーム歴代最高位の2位を獲得した。佐藤もアメリカGPで日本人14年ぶりとなる3位表彰台を得たほか、ヨーロッパGPの予選でフロントロー2位を獲得するなど健闘した。マクラーレン、ウィリアムズなどの名門チームの不調もあり、終盤戦には調子を落としたルノーを振り切り、コンストラクターズランキング2位（119点）で大躍進のシーズンを終えた。
しかし、シーズン中盤のドイツGP直後に、バトンがウィリアムズへの移籍を突然発表。これに対してチーム側は当該契約は無効であるとして、契約承認委員会に審査を申し立てる事態となった。チームはバトン離脱に備えて後任にミカ・ハッキネンを迎え入れる予定だったものの、結局ブラジルGP直前にB・A・R側の言い分が認められ、バトンは2005年もチームに残留した。
国際的なたばこ広告禁止運動の影響でBATのF1撤退が囁かれるようになり、チームの処遇に関するBATとホンダの動向が注目された。ホンダは7月にエンジン供給契約を2007年末まで延長することに合意し、シーズン終了後の11月19日には、本田技研工業がB・A・Rに資本参加することが決定した。BATが55％、ホンダが45％を出資してBARHリミテッド (BARH Ltd.) を設立し、BARチームを取得する形となる。また、同時にプロドライブとBATの提携が解消され、リチャーズらはチームを去った。

### 2005年

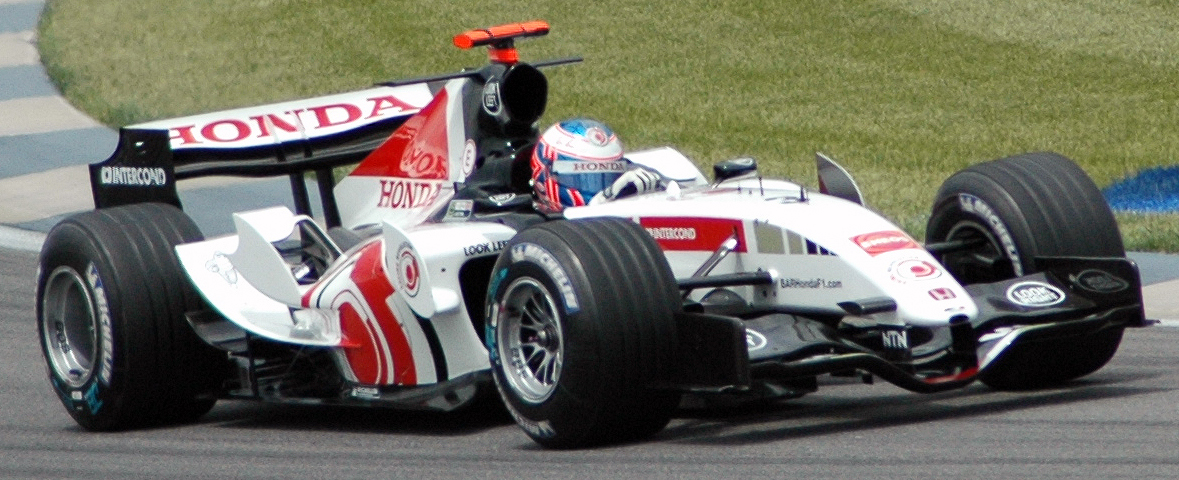
007を駆るバトン（アメリカGP）

チームを去ったデビッド・リチャーズの後継としてプロドライブのニック・フライがチームCEOに就任。また、サンマリノGPからは元インディカードライバーのジル・ド・フェランをスポーティング・ディレクターとして招聘した。
B・A・Rは2004年シーズン開幕前と同様に、前年型シャーシに2005年用パーツを組み込んだハイブリッドマシンで冬季テストに臨んだが、前年ほど好タイムを連発、という事はなかった。開幕後もマシンの熟成は十分でなく、開幕戦のオーストラリアGPから第3戦バーレーンGPまで1ポイントすら獲得できないと言う事態に陥った。
カタロニア、ポール・リカールのテストで非公式コースレコードタイムを更新して、迎えた第4戦サンマリノGPではバトンが3位、佐藤は5位でフィニッシュし、前年の競争力が復活したように見えた。しかしレース終了後の車検で重量規定違反を問われて失格となり、獲得した10ポイントを剥奪されたばかりでなく、第5戦スペインGP、第6戦モナコGPも出場停止処分が下された（詳細はB・A・R 007を参照）。
この様に前半戦は惨憺たる成績であったが、バトンが第8戦カナダGPでポールポジションを獲得、第10戦フランスGPから最終戦中国GPまで10戦連続ポイント獲得（第12戦ドイツGPと第16戦ベルギーGPでは3位表彰台）と後半戦では見事に復調した。これに対して、佐藤は不振を極め、年間でハンガリーGPでの1ポイントのみしか獲得できなかった。コンストラクターズ年間順位は6位（38点）。
この間、前年から引きずってきたバトンとの契約問題は、ウィリアムズ側が一貫して保有権を主張するも、2005年のウィリアムズのパフォーマンスの低さを見たバトンが一転して残留を望んだことから、依然として解決しないままの状態が続いた。チームはバトン移籍という事態へのリスク管理のため、ルーベンス・バリチェロと2006年のドライバー契約を結んだ。9月末のブラジルGP直前、バトンがウィリアムズへ違約金を払うことで契約解除を勝ち取り、2006年もチームに残留することが決まったが、結果的に、バトンの離脱を前提に交渉していた佐藤がチームを去ることになった。
一方ヨーロッパではたばこ広告規制の強化が進み、ハンガリーGPの決勝日（7月31日）以降はたばこ広告が禁止されていない国のレースであっても、ヨーロッパでテレビ放映されれば違反に問われる、という話がささやかれた（実際にはこの件はその後うやむやとなる）。こうした流れを受け、BATはチーム運営から降りることを決断し、10月4日にBARHリミテッドの株式持分55％全てをホンダに売却した。BARチームを取得したホンダは、翌年から自社名義のフルワークスチームに変更して参戦することを発表。これにより、B・A・Rの7年間のF1活動に終止符が打たれることとなった。

## 変遷表
| 年     | エントリー名 | 車体型番 | タイヤ | エンジン           | 燃料・オイル | ドライバー                                           | ランキング | 最高位 |
| ------ | --- | -------- | ------ | ------------------ | ------------ | ---------------------------------------------------- | ---------- | ------ |
| 1999年 | ブリティッシュ・アメリカン・レーシング | 01       | B      | スーパーテックFB01 | エルフ       | ジャック・ヴィルヌーヴ リカルド・ゾンタ ミカ・サロ   | 11         | 8位    |
| 2000年 | ラッキーストライク・レイナード・ブリティッシュ・アメリカン・レーシング・BAR・ホンダ                                                               | 002      | B      | ホンダRA000E       | エネオス     | ジャック・ヴィルヌーヴ リカルド・ゾンタ              | 5          | 4位    |
| 2001年 | ラッキーストライク・レイナード・ブリティッシュ・アメリカン・レーシング・ホンダ                                                                    | 003      | B      | ホンダRA001E       | エネオス     | オリビエ・パニス ジャック・ヴィルヌーヴ              | 6          | 3位    |
| 2002年 | ラッキーストライク・レイナード・ブリティッシュ・アメリカン・レーシング・ホンダ ラッキーストライク・ブリティッシュ・アメリカン・レーシング・ホンダ | 004      | B      | ホンダRA002E       | エネオス     | ジャック・ヴィルヌーヴ オリビエ・パニス              | 8          | 6位    |
| 2003年 | ラッキーストライク・B・A・R・ホンダ | 005      | B      | ホンダRA003E       | エネオス     | ジャック・ヴィルヌーヴ ジェンソン・バトン 佐藤琢磨   | 5          | 4位    |
| 2004年 | ラッキーストライク・B・A・R・ホンダ | 006      | M      | ホンダRA004E       | エネオス     | ジェンソン・バトン 佐藤琢磨                          | 2          | 2位    |
| 2005年 | ラッキーストライク・B・A・R・ホンダ | 007      | M      | ホンダRA005E       | エネオス     | ジェンソン・バトン 佐藤琢磨 アンソニー・デビッドソン | 6          | 3位    |

## F1での年度別成績
| 年   | シャシー | エンジン           | タイヤ | ドライバー   | 1   | 2   | 3   | 4   | 5   | 6   | 7   | 8   | 9   | 10  | 11  | 12  | 13  | 14  | 15  | 16  | 17  | 18  | 19  | ポイント | ランキング |  |
| ---- | -------- | ------------------ | ------ | ------------ | --- | --- | --- | --- | --- | --- | --- | --- | --- | --- | --- | --- | --- | --- | --- | --- | --- | --- | --- | -------- | ---------- |  |
| 1999 | 01       | スーパーテックFB01 | B      |              | AUS | BRA | SMR | MON | ESP | CAN | FRA | GBR | AUT | GER | HUN | BEL | ITA | EUR | MAL | JPN |     |     |     | 0        | 11位       |  |
| 1999 | 01       | スーパーテックFB01 | B      | ヴィルヌーヴ | Ret | Ret | Ret | Ret | Ret | Ret | Ret | Ret | Ret | Ret | Ret | 15  | 8   | 10  | Ret | 9   |     |     |     | 0        | 11位       |  |
| 1999 | 01       | スーパーテックFB01 | B      | ゾンタ       | Ret | DNQ |     |     |     | Ret | 9   | Ret | 15  | Ret | 13  | Ret | Ret | 8   | Ret | 12  |     |     |     | 0        | 11位       |  |
| 1999 | 01       | スーパーテックFB01 | B      | サロ         |     |     | 7   | Ret | 8   |     |     |     |     |     |     |     |     |     |     |     |     |     |     | 0        | 11位       |  |
| 2000 | 002      | ホンダRA000E       | B      |              | AUS | BRA | SMR | GBR | ESP | EUR | MON | CAN | FRA | AUT | GER | HUN | BEL | ITA | USA | JPN | MAL |     |     | 20       | 5位        |  |
| 2000 | 002      | ホンダRA000E       | B      | ヴィルヌーヴ | 4   | Ret | 5   | 16  | Ret | Ret | 7   | 15  | 4   | 4   | 8   | 12  | 7   | Ret | 4   | 6   | 5   |     |     | 20       | 5位        |  |
| 2000 | 002      | ホンダRA000E       | B      | ゾンタ       | 6   | 9   | 12  | Ret | 8   | Ret | Ret | 8   | Ret | Ret | Ret | 14  | 12  | 6   | 6   | 9   | Ret |     |     | 20       | 5位        |  |
| 2001 | 003      | ホンダRA001E       | B      |              | AUS | MAL | BRA | SMR | ESP | AUT | MON | CAN | EUR | FRA | GBR | GER | HUN | BEL | ITA | USA | JPN |     |     | 17       | 6位        |  |
| 2001 | 003      | ホンダRA001E       | B      | パニス       | 7   | Ret | 4   | 8   | 7   | 5   | Ret | Ret | Ret | 9   | Ret | 7   | Ret | 11  | 9   | 11  | 13  |     |     | 17       | 6位        |  |
| 2001 | 003      | ホンダRA001E       | B      | ヴィルヌーヴ | Ret | Ret | 7   | Ret | 3   | 8   | Ret | Ret | 9   | Ret | 8   | 3   | 9   | 8   | 6   | Ret | 10  |     |     | 17       | 6位        |  |
| 2002 | 004      | ホンダRA002E       | B      |              | AUS | MAL | BRA | SMR | ESP | AUT | MON | CAN | EUR | GBR | FRA | GER | HUN | BEL | ITA | USA | JPN |     |     | 7        | 8位        |  |
| 2002 | 004      | ホンダRA002E       | B      | ヴィルヌーヴ | Ret | 8   | 10  | 7   | 7   | 10  | Ret | Ret | 12  | 4   | Ret | Ret | Ret | 8   | 9   | 6   | Ret |     |     | 7        | 8位        |  |
| 2002 | 004      | ホンダRA002E       | B      | パニス       | Ret | Ret | Ret | Ret | Ret | Ret | Ret | 8   | 9   | 5   | Ret | Ret | 12  | 12  | 6   | 12  | Ret |     |     | 7        | 8位        |  |
| 2003 | 005      | ホンダRA003E       | B      |              | AUS | MAL | BRA | SMR | ESP | AUT | MON | CAN | EUR | FRA | GBR | GER | HUN | ITA | USA | JPN |     |     |     | 26       | 5位        |  |
| 2003 | 005      | ホンダRA003E       | B      | ヴィルヌーヴ | 9   | Ret | 6   | Ret | Ret | 12  | Ret | Ret | Ret | 9   | 10  | 9   | Ret | 6   | Ret |     |     |     |     | 26       | 5位        |  |
| 2003 | 005      | ホンダRA003E       | B      | 佐藤         |     |     |     |     |     |     |     |     |     |     |     |     |     |     |     | 6   |     |     |     | 26       | 5位        |  |
| 2003 | 005      | ホンダRA003E       | B      | バトン       | 10  | 7   | Ret | 8   | 9   | 4   | DNS | Ret | 7   | Ret | 8   | 8   | 10  | Ret | Ret | 4   |     |     |     | 26       | 5位        |  |
| 2004 | 006      | ホンダRA004E       | M      |              | AUS | MAL | BHR | SMR | ESP | MON | EUR | CAN | USA | FRA | GBR | GER | HUN | BEL | ITA | CHN | JPN | BRA |     | 119      | 2位        |  |
| 2004 | 006      | ホンダRA004E       | M      | バトン       | 6   | 3   | 3   | 2   | 8   | 2   | 3   | 3   | Ret | 5   | 4   | 2   | 5   | Ret | 3   | 2   | 3   | Ret |     | 119      | 2位        |  |
| 2004 | 006      | ホンダRA004E       | M      | 佐藤         | 9   | 15  | 5   | 16  | 5   | Ret | Ret | Ret | 3   | Ret | 11  | 8   | 6   | Ret | 4   | 6   | 4   | 6   |     | 119      | 2位        |  |
| 2005 | 007      | ホンダRA005E       | M      |              | AUS | MAL | BHR | SMR | ESP | MON | EUR | CAN | USA | FRA | GBR | GER | HUN | TUR | ITA | BEL | BRA | JPN | CHN | 38       | 6位        |  |
| 2005 | 007      | ホンダRA005E       | M      | バトン       | 11  | Ret | Ret | DSQ |     |     | 10  | Ret | DNS | 4   | 5   | 3   | 5   | 5   | 8   | 3   | 7   | 5   | 8   | 38       | 6位        |  |
| 2005 | 007      | ホンダRA005E       | M      | 佐藤         | 14  |     | Ret | DSQ |     |     | 12  | Ret | DNS | 11  | 16  | 12  | 8   | 9   | 16  | Ret | 10  | DSQ | Ret | 38       | 6位        |  |
| 2005 | 007      | ホンダRA005E       | M      | デビッドソン |     | Ret |     |     |     |     |     |     |     |     |     |     |     |     |     |     |     |     |     | 38       | 6位        |  |

## 歴代の体制
- チーム代表（マネージング・ディレクター）
1999年 - 2001年　クレイグ・ポロック
2002年 - 2004年　デビッド・リチャーズ
2005年　ニック・フライ
- テクニカル・ディレクター／チーフデザイナー：
1999年 - 2002年　エイドリアン・レイナード、マルコム・オースラー、アンディ・グリーン
2002年 - 2005年　ジェフ・ウィリス
- スポーティング・ディレクター：
2005年　ジル・ド・フェラン

## エピソード

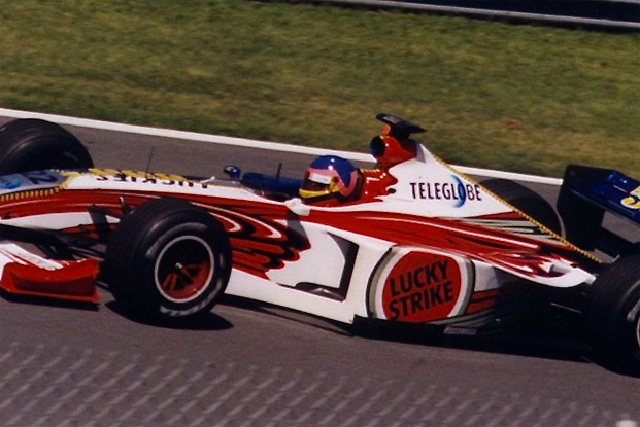
001のカラーリング（1999年）

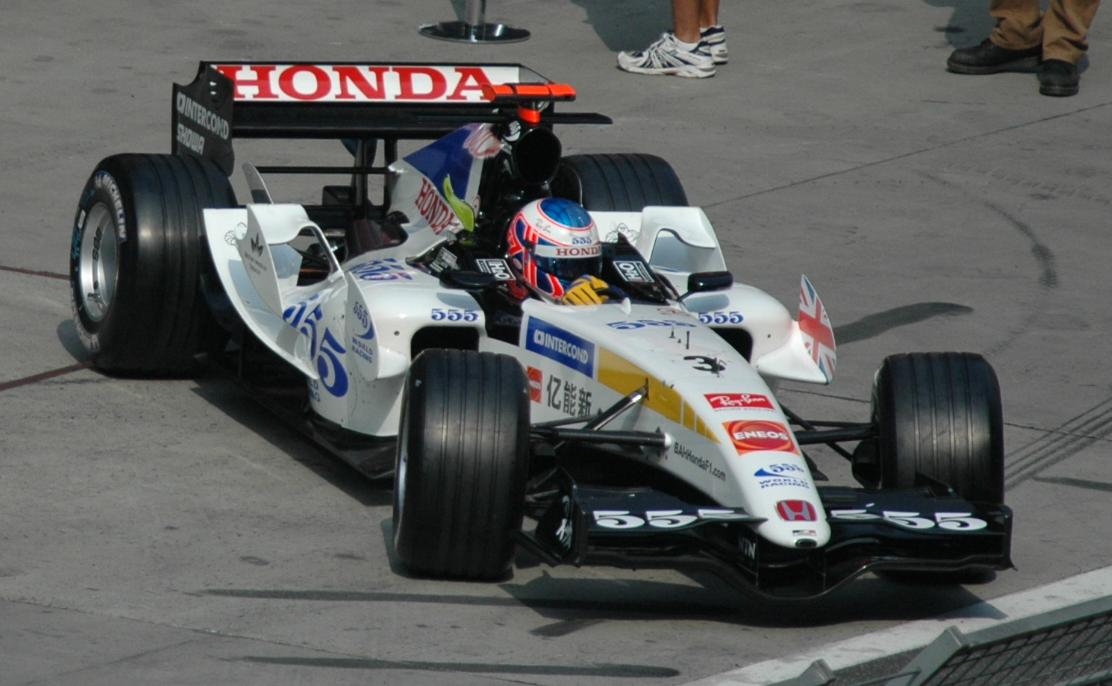
007の中国GP限定555カラー（2005年）

チーム名
ブリティッシュ・アメリカン・レーシングという名称は親会社ブリティッシュ・アメリカン・タバコと同一性を持たせることで将来のたばこ広告規制をかわす目論見があったと言われている。インターネット上の公式サイトも当初はwww.britishamericanracing.comというアドレスだった。
当初はフルネームにこだわる傾向があったようで、2000年には「Lucky Strike Reynard British American Racing BAR Honda」という名称でエントリーした。あまりにも長すぎたためか、2001年はBARを省いて「Lucky Strike Reynard British American Racing Honda」、2002年のレイナード倒産後は「Lucky Strike British American Racing Honda」とした。2003年からチーム名をコンストラクター名の「B・A・R」に合わせ、「Lucky Strike B・A・R Honda」の名前でエントリーした。
2つのカラーリング

参戦初年度の1999年1月に行われた新車発表会で、B・A・Rの2台のマシンはラッキーストライク（ヴィルヌーヴ）とState Express 555（ゾンタ）というBATの2つの異なるタバコブランドのカラーリングで公開された。CARTシリーズなどではよくある広告方法だが、F1では同一チームのマシンは単一のカラーリングにしなければないというルールがあった。チームはスポンサーの権利を主張して国際自動車連盟 (FIA) を相手に訴訟を起こしたが、最終的に使用を断念し、代案としてマシンの左右を異なるカラーリングにするという奇抜な方法をとった。車体左半分がラッキーストライクの赤、右半分が555の青、ノーズは銀色という配色で、中央部にはファスナーの模様が描かれた。
2年目以降はラッキーストライクカラーに一本化されたが、BATが中国国内では555ブランドを展開していたため、中国グランプリ限定で555カラーのマシンが登場した。2004年はサードカーのみ青色にペイントして出走。B・A・Rとして最後のレースとなった2005年は、2台のレースカーを555カラーにした。
"a tradition of excellence"（華麗なる伝統）
1998年、翌年からの参戦に先立ちチームロゴマークが発表された際に添えられたフレーズ。新規発足するチームが「伝統」を名乗る意図は不明だったが、このロゴマークは買収したティレルのマシンのノーズコーン先端にも付けられており、ティレルの歴史を継承するという意味が考えられる。しかし、ティレルの買収は参戦権の確保が目的であり、ティレルの名で1998年を戦ったのはコンコルド協定の手続きに関わる移行期間に過ぎない。ケン・ティレル以下スタッフはB・A・Rへの移行前にチームを去ることになり、F1関係者やファンから敬意を集めていた名門チームへの冷遇に対して、反感を覚える者も少なからずいた。
なお、ハーベイ・ポスルスウェイトら元ティレルのエンジニアはホンダ・レーシング・ディベロップメント (HRD) に移籍し、F1準備用のテストカーホンダ・RA099を開発した（製造はダラーラ）。しかし、ポスルスウェイトの急死後、ホンダは計画を変更してBARとのジョイントを発表。HRDはイギリスの前線基地としてBARと働くことになった。